# 小行星54902
小行星54902（54902 Close）是一颗绕太阳运转的小行星，为主小行星带小行星。该小行星于2001年7月23日发现。
該小行星以美國霍普金斯天文館館長蓋瑞·克洛斯（Gary Close）命名。

## 轨道参数
小行星54902的轨道半长轴为2.3612670 UA，离心率为0.179。